# 塞尔维耶斯
塞尔维耶斯（法語：Serviès，法語發音：[sɛʁvjɛs]）是法国奧克西塔尼大區塔恩省的一个市镇，属于卡斯特尔区。

## 地理
塞尔维耶斯（43°39'37"N, 2°1'37"E）面积12.8 平方千米，位于法国奧克西塔尼大區塔恩省，该省份为法国南部内陆省份，北起顺时针与阿韦龙省、埃罗省、奥德省、上加龙省和塔恩-加龙省接壤。
与塞尔维耶斯接壤的市镇（或旧市镇、城区）包括：屈克、达米亚特、吉塔朗斯-拉尔巴雷德、皮卡尔韦勒、圣保罗卡普德茹。

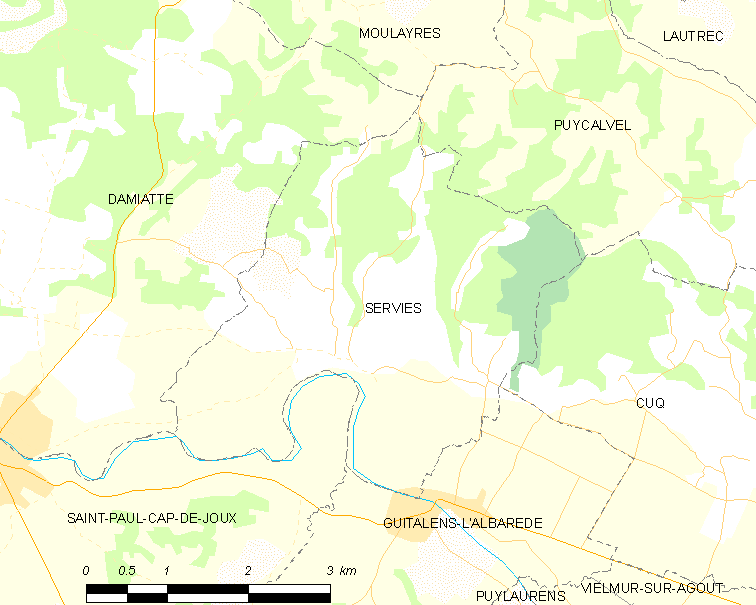
塞尔维耶斯的OSM定位图

塞尔维耶斯的时区为UTC+01:00、UTC+02:00（夏令时）。

## 行政
塞尔维耶斯的邮政编码为81220，INSEE市镇编码为81286。

## 政治
塞尔维耶斯所属的省级选区为阿古平原县。

## 人口

1962-2008年间塞尔维耶斯人口变化图示

塞尔维耶斯于2022年1月1日时的人口数量为591人。